# IC 3059
IC 3059 је галаксија у сазвјежђу Береникина коса која се налази на листи објеката дубоког неба у Индекс каталогу.
Деклинација објекта је + 13° 27' 39" а ректасцензија 12h 14m 55,1s. Привидна величина (магнитуда) објекта IC 3059 износи 13,8 а фотографска магнитуда 14,4. IC 3059 је још познат и под ознакама UGC 7254, MCG 2-31-62, DDO 115, CGCG 69-100, VCC 126, PGC 39142.